# Betalactamasa
La betalactamasa (a veces usado con el guion: beta-lactamasa) es una enzima (EC 3.5.2.6) producida por algunas bacterias y es responsable de la resistencia de éstas ante la acción de antibióticos betalactámicos como las penicilinas, las cefalosporinas, monobactamicos y carbapenémicos (carbapenemasas). Todos estos antibióticos tienen un elemento en común dentro de su estructura molecular denominado anillo betalactámico, un anillo químico de cuatro átomos. Las lactamasas rompen el anillo, desactivando las propiedades antimicrobianas de la molécula. Las betalactamasas por lo general son producidas por bacterias Gram negativas en forma secretada. Por lo general, las cepas resistentes a la penicilina se relaciona directamente con el porcentaje de cepas productoras de betalactamasa.
Es el mecanismo de resistencia a los β-lactámicos más importante en las enterobacterias y otros bacilos gramnegativos. Las β-lactamasas pueden ser cromosómicas o plasmídicas.

## Clasificación
Se han descrito más de 200 β-lactamasas diferentes. Algunas son específicas para penicilinas (es decir, penicilinasas) o cefalosporinas (es decir, cefalosporinasas), mientras que otras tienen un espectro amplio de actividad, incluyendo algunas que son capaces de inactivar la mayoría de antibióticos β- lactámicos. Este último grupo de β-lactamasas (β-lactamasas de espectro ampliado [BLEAs]) es problemático porque con frecuencia están codificadas en plásmidos y pueden transferirse de un organismo a otro.
Las β-lactamasas se clasifican según los sustratos sobre los que actúan, las sustancias capaces de inhibirlas y la similitud en sus secuencias de aminoácidos. Las clasificaciones más utilizadas son las de Ambler y la de Bush-Jacoby-Medeiros. La clasificación de Ambler distingue cuatro clases de β-lactamasas en función de sus secuencias aminoacídicas. Las de las clases A, C y D son serina β-lactamasas y las de clase B metalobetalactamasas dependientes de zinc. Por su parte, la clasificación de Bush-Jacoby-Medeiros separa las β-lactamasas en función de su perfil hidrolítico y de sus inhibidores y distingue cuatro categorías y múltiples subgrupos. Dentro del grupo 2 (penicilinasas sensibles al ácido clavulánico) se encuentra el subgrupo 2be, que engloba a más de 200 β-lactamasas de espectro extendido (BLEE) derivadas de TEM, de SHV o del tipo CTX-M, que se caracterizan por generar un distinto nivel de resistencia a cefalosporinas de tercera generación, recuperable en presencia del ácido clavulánico. En agosto de 2009 las β-lactamasas derivadas de TEM alcanzaban ya la TEM-174 (según numeración consecutiva desde la TEM-1) y, en el caso de las derivadas de SHV, la última reflejada era la SHV-127. Entre todas ellas se encuentran β-lactamasas de los subgrupos 2b (de amplio espectro), 2be (BLEE) y 2br (resistentes a inhibidores).

## Betalactamasas de espectro extendido (BLEE)
Las betalactamasas clásicas tienen codificación plasmidial y resistencia a bencilpenicilina, aminopenicilina, carboxipenicilina y ureidopenicilina, pero no hidrolizan de forma significativa las cefalosporinas. Sin embargo, el uso de estas últimas ha favorecido la selección positiva de cepas que producen nuevas variedades de betalactamasas de los grupos TEM y SHV capaces de hidrolizar las cefalosporinas de tercera generación, lo cual les ha valido el nombre de "betalactamasas de espectro extendido"(BLEE, o ESBL por su denominación en inglés extended spectrum betalactamase), de las cuales se han detectado más de 40 variedades de genotipo TEM y 10 de tipo SHV. Los inhibidores de betalactamasas no tienen ningún efecto sobre las BLEE. 

### Historia
En 1983, en Alemania se detectó un nuevo grupo de enzimas a las que se llamó betalactamasas de espectro extendido (BLEE), que podían hidrolizar cefalosporinas de espectro extendido, en las que se incluyen la cefotaxima, ceftriaxona y ceftazidima, así como algunos monobactámicos como el aztreonam.  Clásicamente, estas BLEE derivan de genes  TEM-1, TEM-2 o SHV-1, por mutaciones que alteran la configuración aminoacídica alrededor del sitio activo de estas betalactamasas, lo cual les otorga la capacidad de ampliar su espectro de acción sobre los betalactámicos. Además, un creciente número de BLEE que no provienen de TEM ni SHV están empezando a ser descritas, estando además codificadas por plásmidos, lo cual les concede la capacidad de  transmitir horizontalmente los genes de resistencia. Por tanto, las opciones de tratamiento en casos de patologías causadas por BLEE´s son cada vez más limitadas, siendo el carbapenem el tratamiento de elección en estos casos, aunque lamentablemente comienzan a reportarse casos de resistencia a este betalactámico. 

### Tipos

#### Betalactamasas tipo TEM (Clase A)
El tipo TEM-1 es el que con más frecuencia se encuentra en bacterias gramnegativas. Más del 90% de las resistencias a ampicilina en Escherichia coli son debidas a la producción de TEM-1, y también en la resistencia a penicilinas que podemos observar en Haemophilus influenzae y Neisseria gonorrhoeae, en aumento. A pesar de que las betalactamasas de tipo TEM se encuentran principalmente en E. coli y Klebsiella pneumoniae se comienzan a encontrar con cada vez mayor asiduidad en otros tipos de bacterias gramnegativas. La sustitución aminoacídica responsable del fenotipo BLEE permite el acceso a nuevos sustratos, pero la apertura del sitio activo para la entrada del betalactámico incrementa la susceptibilidad a inhibidores de la betalactamasa, como el ya mencionado clavulánico. Las sustituciones simples en las posiciones 104, 164, 238 y 240 producen el fenotipo BLEE, pero se pueden encontrar muchas combinaciones de estas sustituciones para dar lugar a los más de 140 tipos de betalactamasas clase A que se han descrito, siendo las clases TEM-10, TEM-12 y TEM-26 las más comunes en los Estados Unidos, con ligeras diferencias en otros países. También es necesario destacar que aunque los tipos TEM-1, TEM-2 y TEM-13 se encuentran con mucha frecuencia, no son BLEE´s, tan sólo betalactamasas comunes.

#### Betalactamasas tipo SHV (Clase A)
El tipo SHV-1 comparte un 68% de identidad aminoacídica con TEM-1, y su estructura es relativamente similar. El tipo SHV-1 es más habitual en "K. pneumoniae", y es responsable de más del 20% de las resistencias a ampicilina mediadas por plásmidos en esta especie. En esta familia de BLEE´s también encontramos modificaciones en la disposición de los aminoácidos alrededor del centro activo, habitualmente en las posiciones 238 o 238 y 240. Se conocen más de 60 variedades de SHV, siendo el tipo predominante de BLEE en Europa y en los Estados Unidos, pero halladas de forma ubicua en el resto del planeta, siendo los más comunes el tipo SHV-12 y SHV-5.

#### Betalactamasas tipo CTX-M (Clase A)
Estas enzimas reciben su nombre por su especial actividad contra la cefotaxima, así como otros substratos betalactámicos como ceftazidima, ceftriaxona, o cefepime. Este genotipo es un buen ejemplo de betalactamasas cromosómicas, encontradas normalmente en especies de "Kluyvera", un grupo relativamente raro de patógenos comensales. Estas enzimas no están muy relacionadas con las TEM o SHV, ya que solo muestran un 40% de identidad con las mismas. Se conocen actualmente más de 80 tipos de CTX-M, de las cuales algunas son más activas contra ceftazidima que contra cefotaxima. Además, se han encontrado en cepas de Salmonella enterica serovar typhimurium y en E.coli, pero también han sido descritas en otras especies de  Enterobacteriaceae y son la BLEE predominante en algunas partes de Suramérica, hallándose también en Europa del Este, siendo los tipos CTX-M-14, CTX-M-3, y CTX-M-2 los más habituales. CTX-M-15 es, desde el 2006 el tipo de BLEE con mayor prevalencia en aislamientos de  E.coli en el Reino Unido.

#### Betalactamasas tipo OXA (Clase D)
Las betalactamasas tipo OXA son conocidas como las menos comunes pero también como la única variedad que puede hidrolizar la oxacilina y otras penicilinas relacionadas con estafilococos. Estas betalactamasas difieren de TEM y SHV en que son de la clase molecular D y del grupo funcional 2d. Las betalactamasas tipo OXA confieren resistencia a ampicilina y a cefalotina y se caracterizan por su gran actividad hidrológica contra la oxacilina y cloxacilina, y el hecho de que son pobremente inhibidas por el ácido clavulánico. Mientras que la mayoría de BLEE´s se han encontrado en E. coli y K. pneumoniae y otras  enterobacterias, la BLEE tipo OXA ha sido encontrada principalmente en P. aeruginosa, normalmente en muestras aisladas de Turquía y Francia. Los distintos tipos de OXA son resistentes principalmente a ceftazidima, pero OXA-17 otorga gran resistencia a cefotaxima y cefepime, mucho mayor que a ceftazidima. Son comunes en Acinetobacter baumannii, donde se pueden encontrar OXA(23-40-51-58-143) confiriendo resistencia a imipenem.

#### Otras betalactamasas de espectro extendido
Otras BLEE´s mediadas por plásmidos son los tipos PER, VEB, GES y IBC, que se han descrito pero que no son comunes, y se han encontrado principalmente en P. aeruginosa en un número limitado de regiones: PER-1 se aisló en Turquía, Francia e Italia; VEB-1 y VEB-2 en cepas del Sudeste Asiático y GES-1, GES-2 e IBC-2 en muestras de Sudáfrica, Francia y Grecia. PER-1 es también común en especies multiresistentes de acinetobacter en Corea y Turquía.

## Penicilinasa
La penicilinasa es, un tipo específico de β-lactamasas que se caracteriza por tener especificidad por las penicilinas, hidrolizando el anillo betalactámico. El peso molecular de la mayoría de estas enzimas es de aproximadamente 50.000. Las penicilinasas fueron las primeras β-lactamasas en ser descubiertas, aisladas de la bacteria Gram negativa Escherichia coli en 1940, poco antes de que la penicilina se usara comercialmente.